# Mullus
Mullus són un gènere de peixos de la família dels múl·lids.

## Taxonomia
N'hi han quatre espècies reconegudes:
- Mullus argentinae (Hubbs i Marini, 1933)[1]
- Mullus auratus (Jordan i Gilbert, 1882)
- Moll de fang (Mullus barbatus) (Linnaeus, 1758)[2][3]
- Moll de roca (Mullus surmuletus) (Linnaeus, 1758)[2]